# La Reduta
La Reduta és una muntanya de 1.553 metres que es troba al municipi de Bellver de Cerdanya, a la comarca de la Baixa Cerdanya.
Al cim s'hi pot trobar un vèrtex geodèsic (referència 280078016).